# جاستن رايس وايتنغ
جاستن رايس وايتنغ هو سياسي أمريكي، ولد في 18 فبراير 1847 في Bath, New York ‏ في الولايات المتحدة، وتوفي في 31 يناير 1903 في سانت كلير في الولايات المتحدة. نشط حزبياً في الحزب الديمقراطي. وقد انتخب عضو مجلس ولاية ميشيغان ‏ وانتخب عضو مجلس النواب الأمريكي ‏.